# Kara Mustafá
Merzifonlu Kara Mustafa Bajá (1634/1635-25 de diciembre de 1683 en Belgrado) fue un gran visir del Imperio otomano durante el reinado de Mehmed IV. Fue también jefe militar; uno de los personajes principales durante los últimos intentos de expansión del Imperio otomano en Europa Central y Oriental.

## Biografía
Los archivos indican que Kara Mustafá nació en el año islámico de 1044 (que corresponde a 1634/1635 del calendario gregoriano). Su nombre, Merzifonlu, da a entender que nació en o cerca de la ciudad de Merzifon (Turquía). «Kara», que significa negro, era su apodo. Era hijo de Uruc Hasan Bey, un oficial del ejército otomano con derechos feudales (timariot). A la muerte de su padre, fue adoptado por el gran visir Mehmed Köprülü, cuya poderosa familia dominó la política otomana por varios años. Mustafá se crio con el hijo del gran visir, Ahmed y se casó con la hija de Mehmed. Mustafá se convirtió en visir por su propio derecho y en 1663 fue nombrado almirante de la Gran Flota Otomana del Mar Egeo. A la muerte de Ahmed en 1676, Mustafá fue nombrado Gran Visir.
Sirvió como comandante de las tropas terrestres en una guerra contra Polonia en 1672, que finalizó con la negociación de un acuerdo de paz que añadió la provincia de Podolia al imperio otomano. La victoria permitió a los otomanos transformar las regiones cosacas del sur de Ucrania en un protectorado. 
Fue menos exitoso al combatir una rebelión cosaca que comenzó en 1678. Después de algunas victorias iniciales, la intervención de Rusia cambió totalmente la situación y forzó a los turcos a firmar una paz en 1681 que devolvió las tierras cosacas a los rusos excepto por un par de fuertes a lo largo de los ríos Dnieper y Bug.
En 1683, lanzó una campaña contra Austria en un esfuerzo por terminar más de 150 años de enfrentamiento. A mitad de julio, su ejército de cien mil hombres sitió la ciudad de Viena (defendida por diez mil soldados austriacos), emulando los pasos de Solimán el Magnífico en 1529. Asistiendo los ejércitos otomanos, avanzó el Príncipe transilvano Emérico Thököly con sus fuerzas húngaras siguiendo las instrucciones del sultán. Thököly había conducido varias campañas militares contra los Habsburgo, puesto que deseaba liberar ciertas regiones del reino húngaro del control germánico y reunificarlo. Ya en septiembre las fuerzas otomanas habían conseguido tomar una porción de la muralla y parecían estar cerca de alcanzar la victoria.

## Derrota y muerte
Pero el 12 de septiembre de 1683, los austriacos y sus aliados polacos bajo el mando de su rey Juan III Sobieski chocaron con el ejército otomano en la batalla de Viena, en la que obtuvieron la victoria con una devastadora carga encabezada por la temible caballería polaca de Sobieski. Los turcos se retiraron a Hungría, para nunca más amenazar Europa Central.
La derrota le costó a Mustafá el puesto y, finalmente, la vida. El 25 de diciembre de 1683, Kara Mustafá fue ejecutado en Belgrado —lugar donde se había retirado con su ejército derrotado— por orden del comandante de los jenízaros; fue estrangulado con una cuerda de seda (ésta era la pena capital que se aplicaba a personajes de alto rango en el Imperio otomano) y su cabeza cortada y entregada al sultán Mehmed IV en una bolsa de terciopelo. Se dice que sus últimas palabras fueron «Aseguraos de atar bien el nudo». 
Su lápida fue transportada de Belgrado a Edirne, la segunda capital otomana, y está accesible al público.